# Podolí (Borač)
Podolí je vesnice, část obce Borač v okrese Brno-venkov v Jihomoravském kraji. Nachází se v Hornosvratecké vrchovině, v přírodním parku Svratecká hornatina. Žije zde 87 obyvatel.
Podolí leží v katastrálním území Podolí u Borače o rozloze 1,92 km².

## Historie
První písemná zmínka o vsi je z roku 1390. Součástí Borače je Podolí od roku 1953.
K 1. lednu 2005 byla vesnice Podolí, jako součást obce Borač, společně s dalšími 23 obcemi převedena z okresu Žďár nad Sázavou (Kraj Vysočina) do okresu Brno-venkov (Jihomoravský kraj).

## Obyvatelstvo
| Rok            | 1869 | 1880 | 1890 | 1900 | 1910 | 1921 | 1930 | 1950 | 1961 | 1970 | 1980 | 1991 | 2001 | 2011 | 2021 |
| -------------- | ---- | ---- | ---- | ---- | ---- | ---- | ---- | ---- | ---- | ---- | ---- | ---- | ---- | ---- | ---- |
| Počet obyvatel | 120  | 129  | 114  | 94   | 81   | 96   | 107  | 121  | —    | 106  | 94   | 80   | 71   | 89   | 87   |
| Počet domů     | 17   | 19   | 17   | 17   | 16   | 19   | 21   | 27   | —    | 26   | 25   | 29   | 30   | 32   | 31   |

Vývoj počtu obyvatel

## Galerie

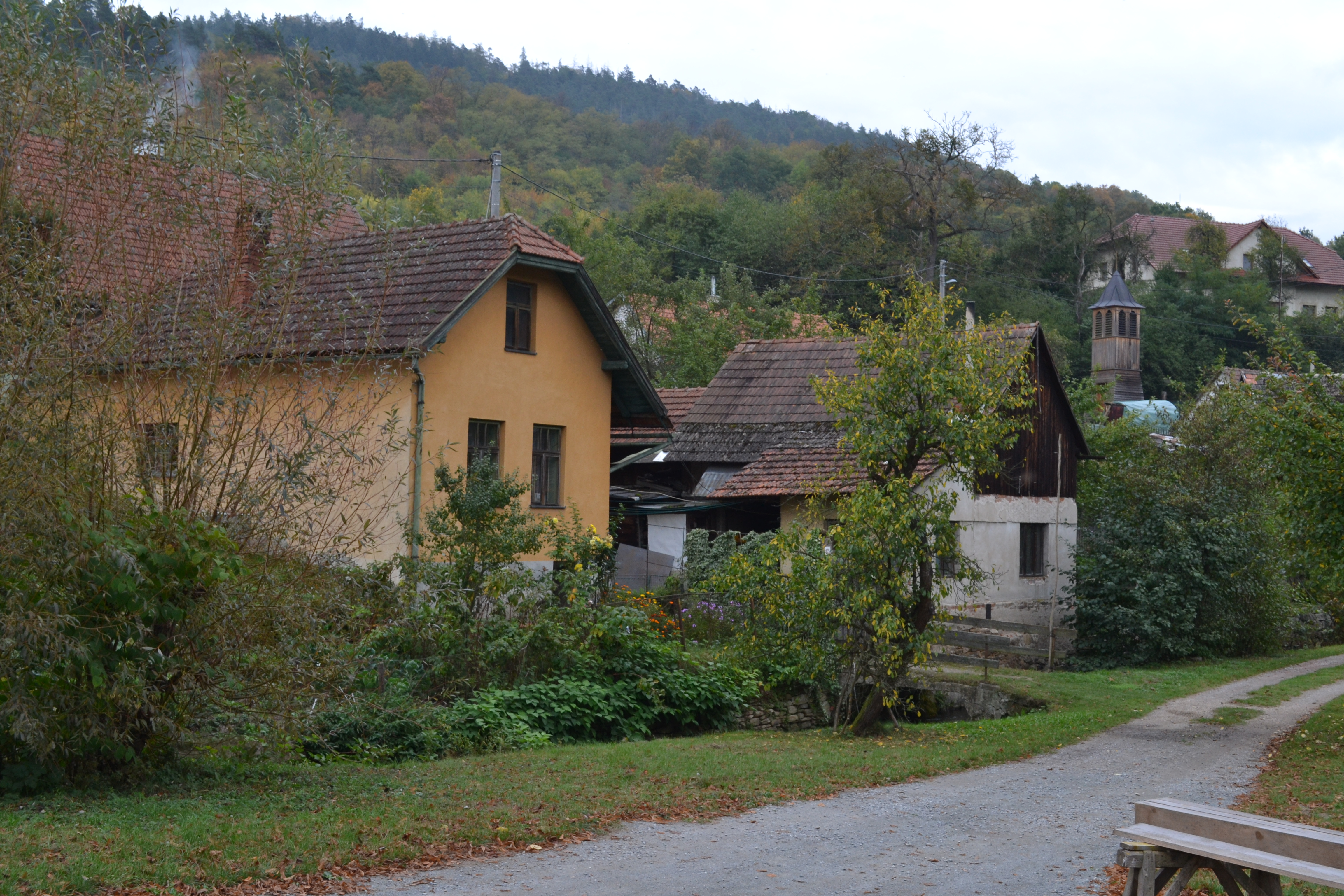
Stará část
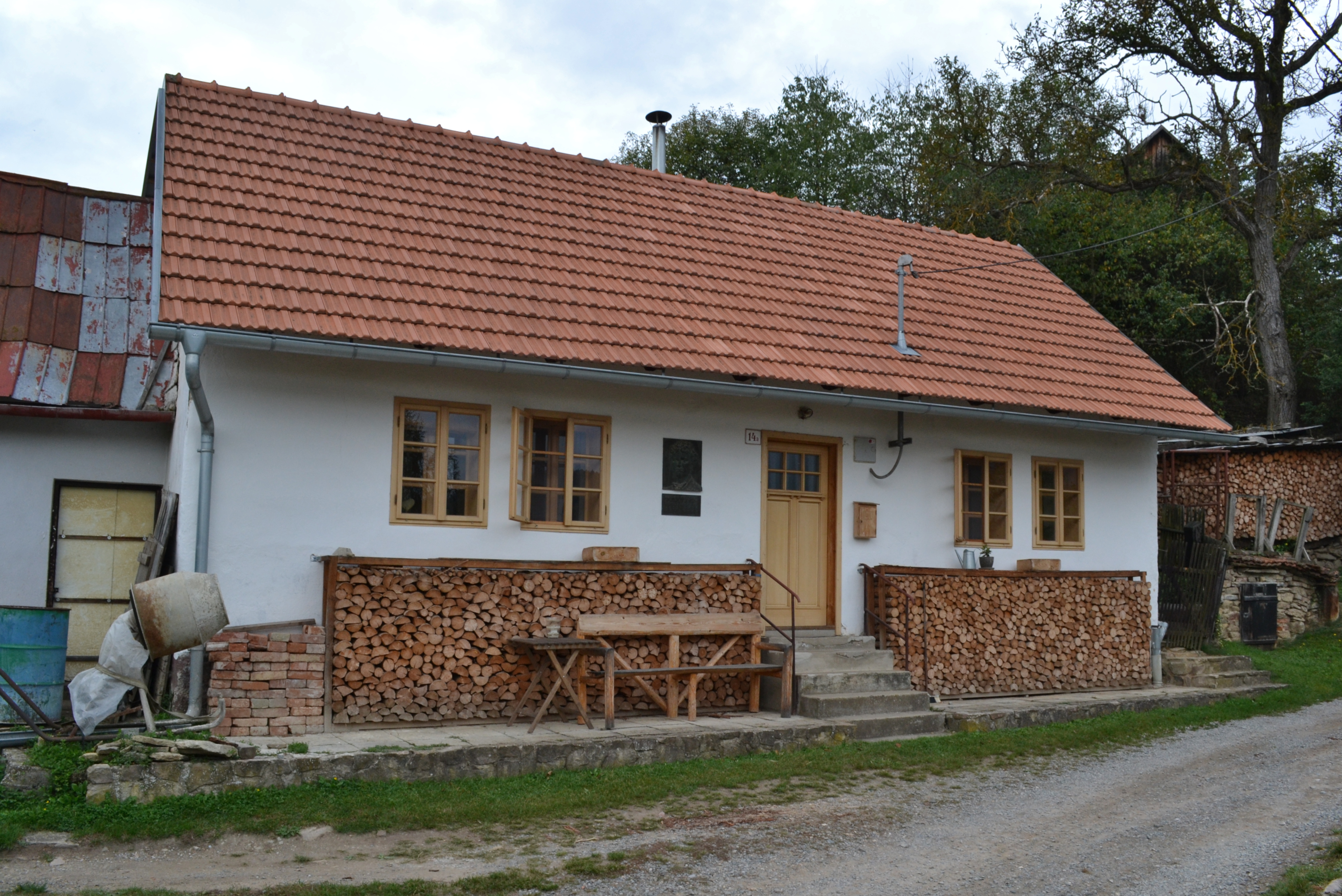
Rodný dům Josefa Uhra
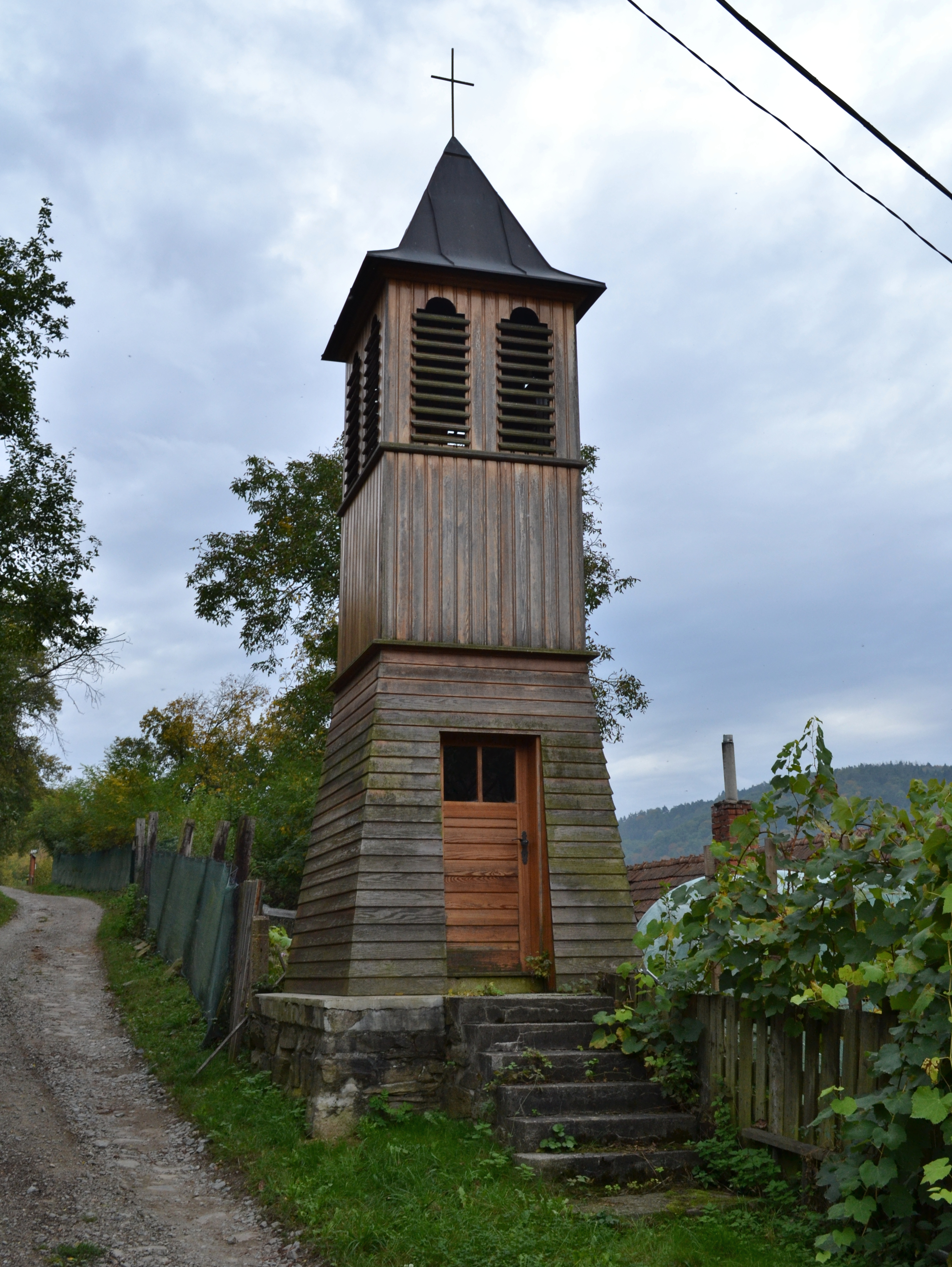
Dřevěná zvonice
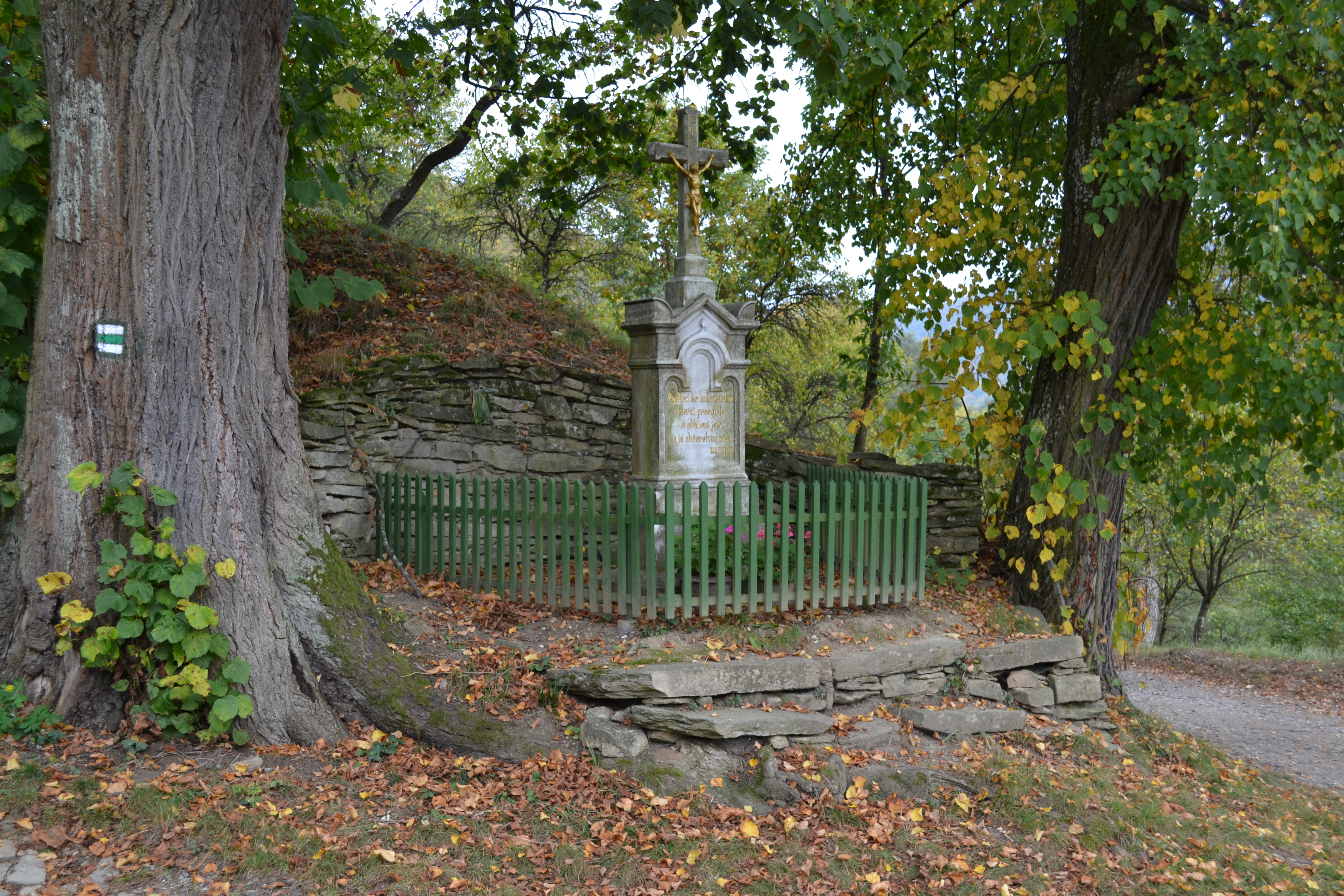
Kříž u cesty do Veselí